# Vladimír Bartoň
Vladimír Bartoň (* 22. srpna 1942) je bývalý český fotbalista, který nastupoval jako záložník a útočník.

## Hráčská kariéra
V československé lize hrál za Spartu ČKD Praha a Spartak ZJŠ Brno (dobový název Zbrojovky), aniž by skóroval. Základní vojenskou službu absolvoval v dresu RH Cheb, hrající tehdy krajský přebor Západočeského kraje.

### Prvoligová bilance
| Ročník                   | Zápasy | Góly | Minuty | Klub             |
| ------------------------ | ------ | ---- | ------ | ---------------- |
| I. liga 1965/66          | 4      | 0    | 360    | Sparta ČKD Praha |
| I. liga 1966/67          | 11     | 0    | 990    | Spartak ZJŠ Brno |
| II. liga 1967/68         | –      | 0    | –      | Spartak ZJŠ Brno |
| Krajský přebor 1963/1965 |        |      |        | RH Cheb          |
| CELKEM I. ČS. LIGA       | 15     | 0    | 1 350  |                  |